# Bunzō Akama
Bunzō Akama (赤間文三, Akama Bunzō) va ser un polític japonés membre del Partit Liberal del Japó i posteriorment del Partit Liberal Democràtic. De 1947 fins al 1959 va exercir com a primer governador d'Osaka elegit democràticament. També va exercir com a ministre de justícia i diputat a la Cambra de Consellers del Japó.

## Biografia
Va nàixer com el tercer fill de Iwakichi Akama a la ciutat de Fukutsu, a la prefectura de Fukuoka. El 1925 va graduar-se en estudis de dret a la Universitat Imperial de Tòquio.
El 1926 va aprovar l'examen d'accés al treball de funcionari del ministeri de l'interior. Després d'exercir com a cap del departament econòmic de la prefectura de Tokushima va passar a formar part del ministeri d'indústria i comerç. Quan aquest ministeri va passar a ser el ministeri d'afers militars durant la guerra, el juny de 1945, va assumir el càrrec de director de l'oficina de carbons.

### Governador d'Osaka
El 1947 va ser elegit pel PLJ com a candidat a presentar-se a les primeres eleccions democràtiques a governador d'Osaka. Va concòrrer contra Kazuki Tamotsu, del Partit Socialista del Japó. Finalment, akama va resultar elegit governador romanent al càrrec fins a l'any 1959.
Al principi del seu mandat, al 1950, el tifó Jane va passar per la prefectura d'Osaka deixant un grna nombre de morts i ferits així com de destrosses. Akama va mostrar-se molt preocupat pel succés, visitant les zones afectades a diari i manant edificar una escullera a la badia d'Osaka, la qual va costar nou anys de construir i posteriorment ha esdevingut un símbol del seu govern. Més endavant, el 1958 va afavorir la construcció d'un complexe nou de blocs d'apartaments moderns als municipis de Toyonaka i Suita amb el nom de Senri New Town. També al 1955, Akama va prohibir la celebració oficial organitzada pel govern prefectural de curses i competicions de cavalls. Durant el seu temps com a governador va tindre el malnom d'"Emperador Akama" (赤間天皇, Akama Tennô).

### Diputat
El juny de 1959 va ser elegit per la circumscripció d'Osaka i sota la marca del PLD com a diputat a la Cambra de Consellers del Japó, lloc on romandria durant tres legislatures. En aquest temps a la cambra alta de la Dieta del Japó, Akama va exercir com a president de la comissió parlamentària de comerç i indústria i també de la comissió de afers exteriors.

### Ministre de justícia
El novembre del 1967 passà a formar part d'un dels darrers gabinets del Primer Ministre Eisaku Satō com a ministre de justícia. D'aquesta etapa existeix una anècdota la qual conta que Akama es va negar a signar una sentència de mort disculpant-se amb aquestes paraules: "Per favor, disculpeu-me. Que farè la propera vegada?" fent així referència a que faria la propera vegada que es veiera en la mateixa situació. Un any després deixaria de ser ministre.
El 2 de maig de 1973, Akama va morir amb 73 anys.